# Burnham Norton
Pour les articles homonymes, voir Burnham et Norton.
Burnham Norton est une paroisse civile et un village du Norfolk, en Angleterre.